# Arimatea
Arimatea är en ort i Mexiko.   Den ligger i kommunen Palenque och delstaten Chiapas, i den sydöstra delen av landet, 800 km öster om huvudstaden Mexico City. Arimatea ligger 254 meter över havet och antalet invånare är 1 251.
Terrängen runt Arimatea är huvudsakligen kuperad, men åt nordväst är den platt. Runt Arimatea är det ganska tätbefolkat, med 54 invånare per kvadratkilometer. Närmaste större samhälle är Belisario Domínguez, 13,4 km nordväst om Arimatea. I omgivningarna runt Arimatea växer i huvudsak städsegrön lövskog.